# Zakariya al-Qazwini

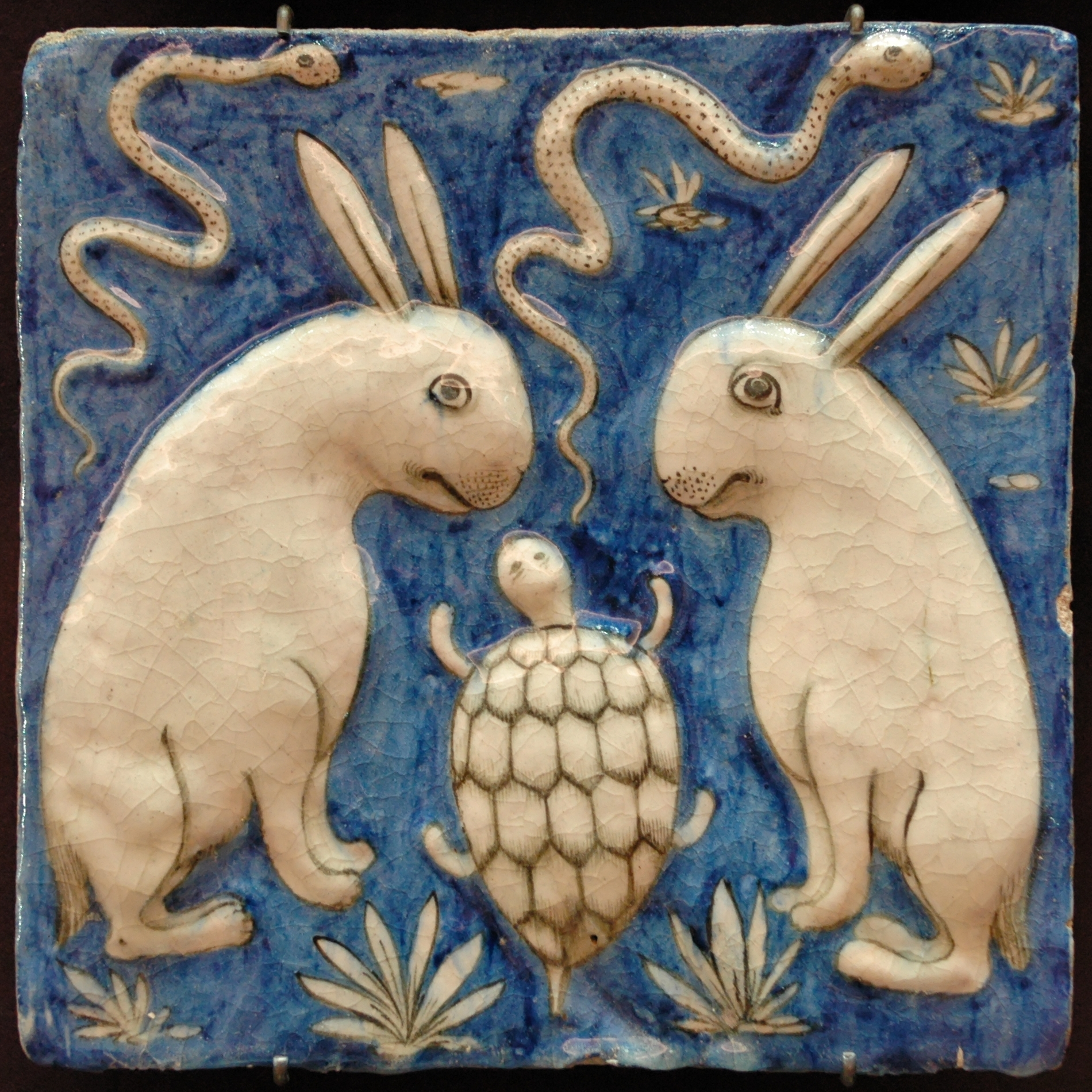
19e-eeuwse Iraanse geglazuurde tegel met een motief uit De wonderen der wezens en de vreemde dingen

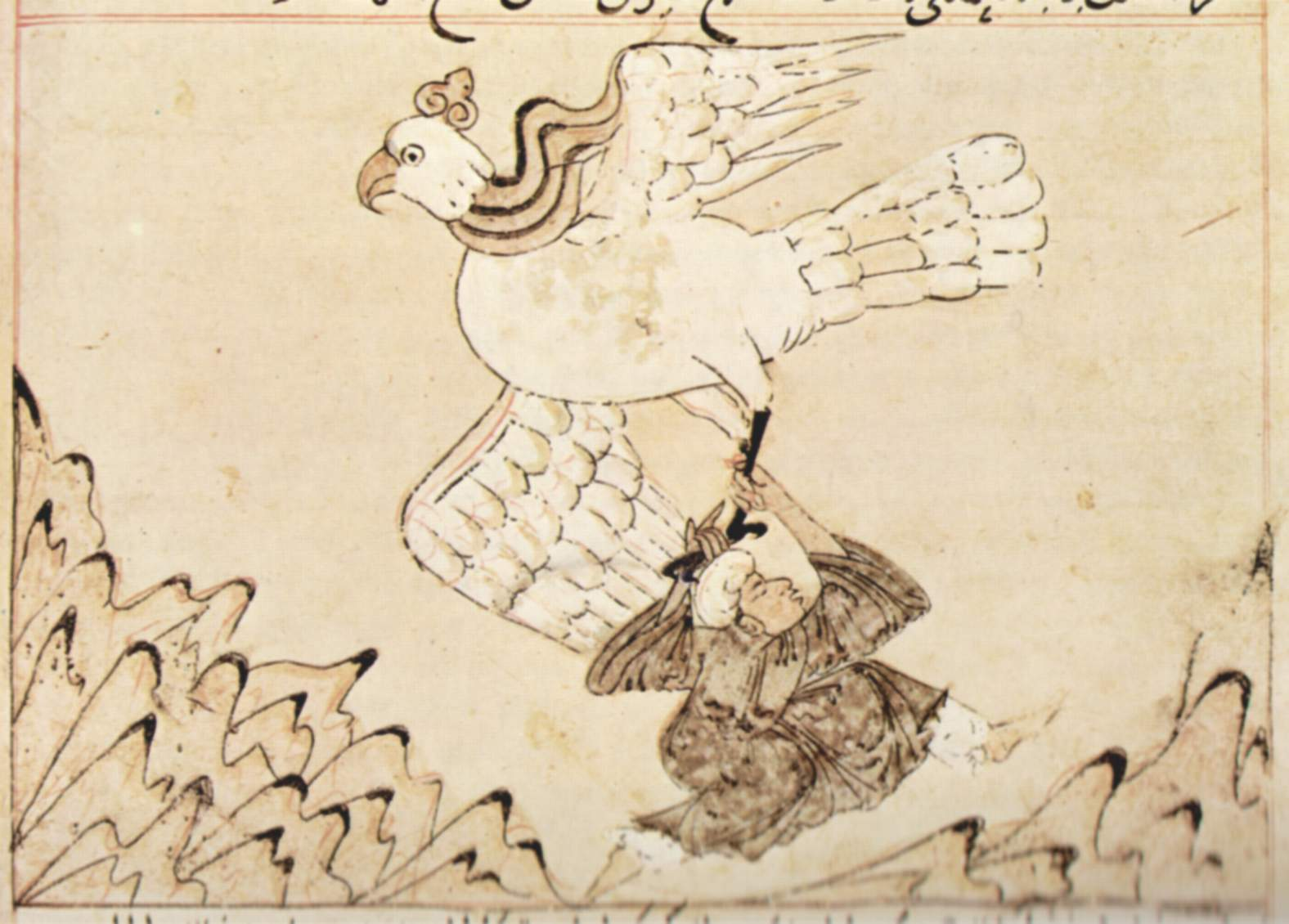
Wonderbaarlijke redding van een reiziger die in gevaar verkeert. Illustratie uit een handschrift (Irak, 1280) van De wonderen der wezens en de vreemde dingen

Abu Yahya Zakariya' ibn Muhammad al-Qazwini (ابو یحیی زکریاء بن محمد القزوینی) (Qazvin, 1203-1283) was een Perzische arts, astronoom, geograaf en auteur. 
Zakariya' ibn Muhammad al-Qazwini fungeerde als jurist en rechter (qadi) in verschillende plaatsen in Perzië en in Bagdad. Hij reisde rond in wat nu Irak is en Syrië, en werd opgenomen in de kringen rond de gouverneur van Bagdad in dienst van de Mongoolse heerser Hulagu Khan, de geleerde Ata al-Mulk Joveini. 
Al-Qazwini schreef een kosmografisch werk getiteld Wonderen van wezens en vreemde dingen uit de natuur ('Aja'ib al-makhluqat wa-ghara'ib al-mawjudat), een verhandeling die in vele manuscripten bewaard is gebleven. De schrijver droeg het op aan zijn weldoener, de gouverneur. Een tweede bekende werk van Qazwini is zijn geografisch woordenboek, De monumenten van de plaatsen en de geschiedenis van hun bewoners (Athar al-bilad wa-akhbar al-‘ibad). Beide boeken, die in hun tijd wijd verspreid werden en veel invloed hadden, laten zien dat de schrijver veel gelezen had en op allerlei gebieden ontwikkeld was. 
Ook schreef Al-Qazwini een sciencefiction-achtig verhaal, over een man geheten Awaj bin Anfaq die van een andere planeet naar de aarde reisde. 